# Chaîne Puketoi
La chaîne Puketoi est une petite chaîne de collines de Nouvelle-Zélande située sur l'île du Nord, dans la région de Manawatu-Wanganui,. Orientée selon un axe nord-est-sud-ouest, elle est parallèle aux chaînes Tararua et Ruahine situées à l'ouest,. Son point culminant, non nommé, s'élève à 803 mètres d'altitude dans le centre du massif.